# Tetramorium camerunense
Tetramorium camerunense är en myrart som beskrevs av Mayr 1895. Tetramorium camerunense ingår i släktet Tetramorium och familjen myror. Inga underarter finns listade i Catalogue of Life.